# 좌승원
좌승원(1946년 2월~ 2024년 2월 18일)은 대한민국의 교육인이다.

## 학력
- 제주교육대학교 (학사)

## 경력
- 제주국제교육정보원 원장
- 성산포초등학교 교사
- 봉개초등학교 교장

## 생애
그는 1946년 2월 제주에서 태어난 제주교대 2학년 때부터 취미로 작곡을 시작했다. 남제주 성산초교 교사로 재직하면서 KBS 제주 어린이합창단 지휘를 맡고 있던 1983년 합창단원이었던 이수지를 발탁해 MBC 창작동요제에 참가, 최고상인 최우수상을 받았다. "새싹들이다" 동요는 한 때 초등학교 교과서에도 실렸고 그의 고향인 제주시 한경면 싱게물공원은 노래비가 세워졌다. 봉개초등학교 교장을 지낸 뒤 2006년 초대 제주국제교육정보원장을 2년간 맡은 후 정년퇴임했다.

### 사망
2024년 2월 18일 오전 3시 54분 노환으로 세상을 떠났다. 향년 78세.